# Red Faction: Origins
Pour plus de détails, voir Fiche technique et Distribution.
Red Faction: Origins est un téléfilm américain de science-fiction de Michael Nankin diffusé le 4 juin 2011 sur Syfy. Il prend place dans l'univers des jeux vidéo Red Faction.

## Synopsis
Le film se déroule sur Mars, vingt ans après que des colonies martiennes ont retrouvé la liberté, guidées lors de ce combat par Alec Mason (Robert Patrick). Autrefois chef charismatique, Alec n'est plus que l'ombre de lui-même depuis l'assassinat de sa femme et l'enlèvement de sa fille Lyra (Tamzin Merchant) douze ans auparavant. Depuis, son fils Jake Mason (Brian J. Smith) est devenu officier de la milice Red Faction, et lors d'une mission, il rencontre une jeune femme appartenant à la colonie terrienne qui a tué sa mère. Convaincu que cette jeune femme est sa sœur, enlevée il y a 12 ans auparavant, il décide de tout faire pour la ramener chez lui. Mais ceci ne se fera pas sans risques et sans pertes en vies humaines, comme celle de son père, avant que Lyra ne soit enfin de retour chez les siens.

## Fiche technique
- Réalisation : Michael Nankin (en)
- Scénario : Andrew Kreisberg, d'après une histoire de Danny Bilson et Paul De Meo (en)
- Producteur : Phillip J. Roth, Jeffery Beach
- Photographie : Georgi Vasilev
- Musique : Emil Evtimov
- Casting : Gillian Hawser, Jonas Talkington
- Société de production : Universal Cable Productions (en)
- Société de distribution : NBC Universal
- Pays d'origine : États-Unis
- Durée : 90 minutes

## Distribution
- Brian J. Smith (VF : Sylvain Agaësse) : Jake
- Robert Patrick : Alec Mason
- Danielle Nicolet : Tess
- Kate Vernon (VF : Laura Zichy) : La Matriarche
- Tamzin Merchant (VF : Adeline Chetail) : Lyra
- Devon Graye (VF : Arnaud Laurent) : Léo
- Gordon Kennedy (VF : Michel Voletti) : Corvallis
- Gareth David-Lloyd : Hale